# はやせ淳
はやせ 淳（はやせ じゅん 195X年9月2日 - ）は日本の漫画家。男性。血液型B型。東京都町田市出身。

## 来歴
高校時代より出版社に原稿を持ち込む。1970年 高校在学中に週刊少年マガジンで持ち込み作品の『戦争ごっこ』が『あしたのジョー』の代原となりでデビューするが、その後は芽が出なかった。
高校卒業後、鈴木光明主宰の同人グループ・かこう会に加わり同人作家としても活動する。その後、矢口高雄のアシスタントを5年間務める。アシスタント時代には矢口の漫画内に「はやせ君」として登場している。
1977年に『週刊漫画アクション』増刊号（双葉社）の『再会』で青年誌デビュー。代表作は『シャッター』、『東京爆弾』、『外へ出ようヨ!』など。
『漫画アクション』（双葉社）にて『駅弁ひとり旅』『新・駅弁ひとり旅〜撮り鉄・菜々編〜』を連載。

## 主な作品
- 真剣先生 双葉社
- シングルライフ物語 ぶんか社
- サイズはMCUP 秋田書店
- 青少女（原作：武田正敏）小池書院
- ピクニックロード 秋田書店
- シャッター（原作：矢島正雄）双葉社
- オレの奥さん 小学館
- ルイ子MY WAY 秋田書店
- センチメンタル・シティ 双葉社
- Q（原作：萬海太郎）双葉社
- 雀キチADびんびん物語（原作：矢島正雄）双葉社
- 東京爆弾（原作：矢島正雄）双葉社
  - 東京爆弾2 リボリューション（原作：矢島正雄）双葉社
- 平成馬鹿人名録（原作：矢島正雄）双葉社
- いやな奴（原作：矢島正雄）双葉社
- キュレーター（原作：宇治谷順）秋田書店
- サラリーマン症候群（原作：鏡丈二）集英社
- 外へ出ようヨ! 双葉社
  - 外へ出ようヨ!採りたて食材で、青空ご飯 双葉社
- 流星館（原作：桜井和生）日本文芸社
- 純情橋交番日誌（原作：村田青）芳文社
- 腕と度胸のトラック便・クロネコヤマトの物流革命（原作・監修：NHKプロジェクトX制作班）宙出版
- メメント・モリ（原作：矢島正雄）双葉社
- 弁護士TASUKE（原作：針村鳳堂）『週刊漫画TIMES』不定期連載。
- 駅弁ひとり旅（監修：櫻井寛）『漫画アクション』
  - 『新・駅弁ひとり旅〜撮り鉄・菜々編〜（監修：櫻井寛）『漫画アクション』
- オジバディ（原作：末田雄一郎）『週刊漫画ゴラク』